# Cesare Arzelà
Cesare Arzelà (6 de marzo de 1847-15 de marzo de 1912) fue un matemático italiano que enseñó en la Universidad de Bolonia y es reconocido por sus aportes en la teoría de funciones, particularmente por su caracterización de sucesiones de funciones continuas, generalizando la dada anteriormente por Giulio Ascoli en el teorema de Arzelà-Ascoli.

## Biografía
Arzelà, nacido en Santo Stefano di Magra, provenía de una familia de escasos recursos económicos. Fue alumno de la Scuola Normale Superiore de Pisa donde se graduó en 1869, después de terminar su tesis doctoral sobre teoría del potencial, dirigida por Enrico Betti, iniciando su carrera docente en el Liceo de Macerata. Dos años más tarde, solicitaría una excedencia para continuar sus estudios en Pisa con Enrico Betti y Ulisse Dini.
Estuvo trabajando en Florencia, desde 1875, y en 1878 obtuvo la cátedra de Álgebra en la Universidad de Palermo.
Después, en 1880, se convirtió en profesor en la Universidad de Bolonia, en el departamento de análisis. Realizó investigaciones en el campo de la teoría de funciones. Su alumno más famosa fue Leonida Tonelli.
En 1889 generalizó el teorema de Ascoli al teorema de Arzelà-Ascoli, un teorema importante en la teoría de funciones.
Fue miembro de la Accademia Nazionale dei Lincei y, en 1907, compartió con Guido Castelnuovo el Premio Real de Matemáticas de 10.000 liras otorgado por la Reale Accademia dei Lincei.

## Obras

### Libros
- 1880 Trattato di algebra elementare ad uso dei licei
- 1894 Aritmetica razionale. (con G Ingrami)
- 1896 Complementi di algebra elementare.
- 1901 Lezioni di calcolo infinitesimal Vol I.
- 1906 Lezioni di calcolo infinitesimal Vol II.

### Trabajos de investigación
- 1871 Sopra alcune applicazioni di una formula data da Jacobi
- 1873 Deformatione di un' ellissoide omogene elastico isotropo
- 1873 Sviluppo, in serie ordinate secondo le potenze decrescenti della variabile, di n funzioni algebriche definida da altrettante equazioni a coeficientei determinati
- 1885 Sulla integrazione per serie; Sulla integrabilità di una serie di funzioni; y Sui prodotti infiniti
- 1895 Sulle funzioni di linee.
- 1903 Sulle serie di funzioni analitiche.
- 1904 Note on series of analytic functions.
- 1906 Condizioni di esistenza degli integrali nelle equazioni a derivate parziali.
- 1907 Sul limite di un integrale doppio
- 1909 Sul teorema de Borel
- 1910 Su alcune questioni di calcolo funzionale